# Harrie Smolders
Harrie Smolders (10 mei 1980) is een Nederlands springruiter.
Hij werd met Emerald tweede in de finale van de FEI Wereldbeker 2016. Hij neemt deel aan de Olympische Zomerspelen 2016, individueel en met het Nederlands team.